# 幸福又見彩虹
《幸福又見彩虹》以恢單辣媽開啟新生活為故事起點，講述了“三無女人”徐彩虹背著奇葩一家“拖油瓶”勇敢踏上了尋愛之路的故事。2015年4月至7月拍攝。

## 播出時間

### 首播
| 頻道         | 所在地 | 播映日期     | 播出時間   |
| ------------ | ------ | ------------ | ---------- |
| 深圳都市頻道 | 中国   | 2016年2月4日 |            |
| CHOCO TV     | 臺灣   | 2016年9月4日 | 週一至週五 |

## 劇情大綱
徐彩虹雖然沒有太高學歷，但性格豪爽、心地也很善良。父親離開後，徐彩虹堅守對家人的承諾，一肩扛起了照顧全家的重任。不料相戀多年的未婚夫張正勇，留學歸來後完婚沒兩天，就斷然宣告兩人婚姻的終結。恢復單身後的徐彩虹，不僅獨自帶大了體質敏感多病的兒子可樂，還和一心創業的弟弟徐風、想要重遇真愛的媽媽大雲一起攜手實現了各自的夢想，並讓患上記憶力衰退的奶奶最終老有所安。在已經初老的年紀裡恢復單身並不可怕，只要敢於追夢就能成為人生的贏家。在帶著一家大小向前衝的過程中，徐彩虹與歸國尋找童年回憶的建築設計師杜凡相遇並相愛了。正當兩人感情逐步升溫的時候，一場突如其來的意外，讓杜凡和徐彩虹遺憾錯過彼此。

## 演員列表

### 主要演員
| 演員   | 角色   | 介紹 |
| 陳彥妃 | 徐彩虹 | 一名夢想成為空姐的禮賓車駕駛員，經常要幫客人提行李，在家裡她也是上有老下有小的“重勞力”，搬家具扛煤氣罐都不在話下。                                                                                         |
| 胡宇威 | 杜凡   | 雖然有顏有款有氣質，但自從闖入徐彩虹鬧哄哄的家庭，便和徐彩虹“打”成一片，鬥嘴抬杠成為家常便飯，可謂風度全無。然而這個渾身散發著煙火氣的“二手女”，漸漸用她的善良勇敢打動了杜凡的心，讓他甘心當起了“接盤俠”。 |
| 張璇   | 顧星星 | 她在對待事業工作上非常苛刻，對待愛情也表現的非常強勢。顧星星的前男友正是杜凡，她一心想挽回杜凡並占為己有，希望能夠得到杜凡的愛。為了達到這個目的，顧星星想盡一切辦法，不計後果。                           |
| 梁麗   | 大雲   | 徐彩虹的媽媽，人到中年，卻有著一顆花癡心，而且極其不靠譜，還懷著一顆永垂不朽的少女心。她總是打扮前衛，一頭卷髮，穿著鮮豔，簡直搶了女兒徐彩虹的風頭，給人感覺反而更像徐彩虹的姐姐。                         |

### 其他演员
| 演員   | 角色   | 介紹 |
| 顧又銘 | 歐楊   | 富二代，登徒浪子，追过很多女孩，集团老板，投资电影行业，和杜凡是好哥们，又是情敌，时刻保护徐彩虹。 |
| 吳俊杰 | 徐風   | 徐彩虹的弟弟，经常捣乱逃课，喜欢赵天颖，一直把珠珠当哥们，游戏高手，一心想要创业，最后开了自己游戏工作室，经过磨难，有了起色。 |
| 李欣聰 | 珠珠   | 徐风的好哥们，单纯善良，一直暗恋徐风，为徐风默默付出，刚开始是龅牙妹，不会穿衣打扮，土里土气，后来蜕变成女神，依然没有得到徐风的爱。 |
| 潘星   | 趙天穎 | 小魔女，开朗活泼，和徐风相识后，喜欢上徐风，但总是因为珠珠，争风吃醋，为了徐风的游戏工作室，改变了很多，也因此和徐风更加相爱。 |
| TAE    | 張正勇 | 和徐彩虹青梅竹马，也是徐彩虹的前夫，两个人结婚一周，张政勇出轨，后变成华然老总，接管申远公司，当上总经理，为了夺回儿子，破坏徐彩虹和杜凡，上演腹黑男戏码。 |
| 陆琦蔚 | 赵婕   | 回國有幸在機上結識張正勇，並對他一見鍾情。趙婕家庭富裕，張正勇想靠她家世背景來幫他改變現況。某日酒後張正勇與趙捷出軌，而趙潔在她的生日宴會上，當眾介紹張正勇為男朋友，而這正是徐彩虹和張正勇離婚的原因。好巧不巧，趙婕與徐彩虹是初中同學兼好閨蜜，徐彩虹把她與張正勇的是非都對她說，徐彩虹傻傻分不清楚，眼前這女人正是她前夫張正勇出軌的對象。 |

## 外部連結
- 幸福又見彩虹的Facebook專頁
- CHOCO TV的Facebook專頁